# Đèo Đồng Tiền
Đèo Đồng Tiền hay dốc Đồng Tiền là đèo trên đường tỉnh 562 ở huyện Bố Trạch tỉnh Quảng Bình, Việt Nam .

## Vị trí
Đèo Đồng Tiền trên Đường tỉnh 562 ở thị trấn Phong Nha, huyện Bố Trạch, trong phạm vi của Vườn quốc gia Phong Nha - Kẻ Bàng.
Đỉnh đèo cách cửa hang Phong Nha cỡ 4 km đường thẳng hướng đông nam, nếu đi theo đường tỉnh 562 từ bờ sông Son lên thì chừng 7 km. Đường đèo là là các điểm ngắm cảnh ưa thích của khách du lịch, và hiện các hãng lữ hành bố trí nhiều tour tham quan hấp dẫn.
Đường tỉnh 562 trước đây là đường tỉnh 20 Quảng Bình, là con đường được mở trong thời kỳ chiến tranh Việt Nam . Hiện nay nó được đổi thành Đường tỉnh 562, tuy nhiên đoạn ở sông Son nghiều người vẫn quen dùng tên "đường tỉnh 20".